# Ігнатово (Болгарія)
Ігна́тово (болг. Игнатово) — село в Монтанській області Болгарії. Входить до складу общини Вилчедрим.

## Населення
За даними перепису населення 2011 року у селі проживали 262 особи.
Національний склад населення села:
| Національність   | Кількість осіб | Відсоток |
| ---------------- | -------------- | -------- |
| болгари          | 225            | 85,9%    |
| цигани           | 22             | 8,4%     |
| турки            | 0              | 0%       |
| інша             | 0              | 0%       |
| не визначились   | 15             | 5,7%     |
| Всього відповіли | 262            |          |

Розподіл населення за віком у 2011 році:
Динаміка населення: